# جیانکارلو ویتالی
جیانکارلو ویتالی (انگلیسی: Giancarlo Vitali; ۲۶ ژوئیهٔ ۱۹۲۶ – ۲۷ اکتبر ۲۰۱۱) بازیکن فوتبال اهل ایتالیا بود.
از باشگاه‌هایی که در آن بازی کرده‌است می‌توان به باشگاه فوتبال فیورنتینا، باشگاه فوتبال پیستویزه، باشگاه فوتبال پادوا، باشگاه فوتبال جنوآ، باشگاه فوتبال ناپولی، و باشگاه فوتبال اسپال اشاره کرد.